# Lista siturilor arheologice din județul Harghita - U
Lista siturilor arheologice din județul Harghita - U conține toate siturile arheologice din județul Harghita înscrise în Repertoriul Arheologic Național (RAN) și aflate în localități al căror nume începe cu litera U. RAN este administrat de Ministerul Culturii și Patrimoniului Național și cuprinde date științifice, cartografice, topografice, imagini și planuri, precum și orice alte informații privitoare la zonele cu potențial arheologic, studiate sau nu, încă existente sau dispărute.
Puteți căuta un sit din localitățile care încep cu litera U folosind formularul de mai jos sau puteți naviga prin toate siturile din județ la Lista siturilor arheologice din județul Harghita.
| Cod RAN                                | Denumire | Localitate               | Adresă            | Datare | Descoperit | Coordonate | Imagine           | Erori            |
| -------------------------------------- | --- | ------------------------ | ----------------- | ------ | ---------- | ---------- | ----------------- | ---------------- |
| 86231.01                               | Topor eneolitic la Ulieș (Categorie: descoperire izolată) (Tip: obiect izolat)                                         | sat Ulieș, comuna Ulieș  | Sub Pădure        |        |            |            | Încărcați imagine | Raportați eroare |
| 85500.01.01                            | Posibila așezare dacică de la Uilac - "Uilacul Săcelului" / ansamblu anonim (Categorie: locuire civilă) (Tip: Așezare) | sat Uilac, comuna Săcel  | Uilacul săcelului | dacică |            |            | Încărcați imagine | Raportați eroare |
| 85500.02.01                            | Așezarea dacică de la Uilac - "Șesul Țiglelor" / ansamblu anonim (Categorie: locuire civilă) (Tip: Așezare)            | sat Uilac, comuna Săcel  | Șesul Țiglelor    | dacică |            |            | Încărcați imagine | Raportați eroare |
| 85500.03.01                            | Așezarea preistorică de la Uilac - "Șesul Roții" / ansamblu anonim (Categorie: locuire civilă) (Tip: Așezare)          | sat Uilac, comuna Săcel  | Șesul Roții       | dacică |            |            | Încărcați imagine | Raportați eroare |
| 86231.02.01 (Cod LMI: HR-II-m-B-12999) | Biserica de la Ulieș / ansamblu anonim (Categorie: structură de cult/religioasă) (Tip: Biserică)                       | sat Ulieș, comuna Ulieș  |                   | 1798   |            |            | Încărcați imagine | Raportați eroare |
| 86231.02.02 (Cod LMI: HR-II-m-B-12999) | Biserica de la Ulieș / ansamblu anonim (Categorie: structură de cult/religioasă) (Tip: Biserică)                       | sat Ulieș, comuna Ulieș  |                   |        |            |            | Încărcați imagine | Raportați eroare |
| 86231.02.03 (Cod LMI: HR-II-m-B-12999) | Biserica de la Ulieș / ansamblu anonim (Categorie: structură de cult/religioasă) (Tip: Cimitir)                        | sat Ulieș, comuna Ulieș  |                   |        |            |            | Încărcați imagine | Raportați eroare |
| 84326.01                               | Topor de piatră de la Ulcani (Categorie: descoperire izolată) (Tip: obiect izolat)                                     | sat Ulcani, comuna Dealu |                   |        |            |            | Încărcați imagine | Raportați eroare |